# Герусівка
Герусі́вка — село Миргородського району Полтавської області. Населення станом на 2001 рік становило 90 осіб. Входить до Білоцерківської сільської об'єднаної територіальної громади з адміністративним центром у с. Білоцерківка.

## Географія
Село Герусівка знаходиться на правому березі річки Псел, вище за течією на відстані 0,5 км розташоване село Красногорівка, нижче за течією на відстані 3 км розташоване село Балаклія, на протилежному березі — село Білоцерківка. Поруч проходить автомобільна дорога М03.
Віддаль до селища Велика Багачка — 16 км. Найближча залізнична станція Сагайдак — за 25 км.

## Історія
Село Герусівка виникло в другій половині XIX ст. як хутір Білоцерківської волості Хорольського повіту Полтавської губернії.
На карті 1869 року поселення було позначене як хутір Зайки.
За переписом 1900 року хутір Герусівка Білоцерківської волості Хорольського повіту Полтавської губернії належав до Білоцерківської козацької громади. Він мав 31 двір, 226 жителів.
У 1912 році в хуторі Герусівці був 361 житель.
У січні 1918 року в селі розпочалась радянська окупація.
Від 1923 до 1930 року село входило до Білоцерківського району Полтавської округи, після розформування району увійшло до складу новоутвореного Великобагачанського району.

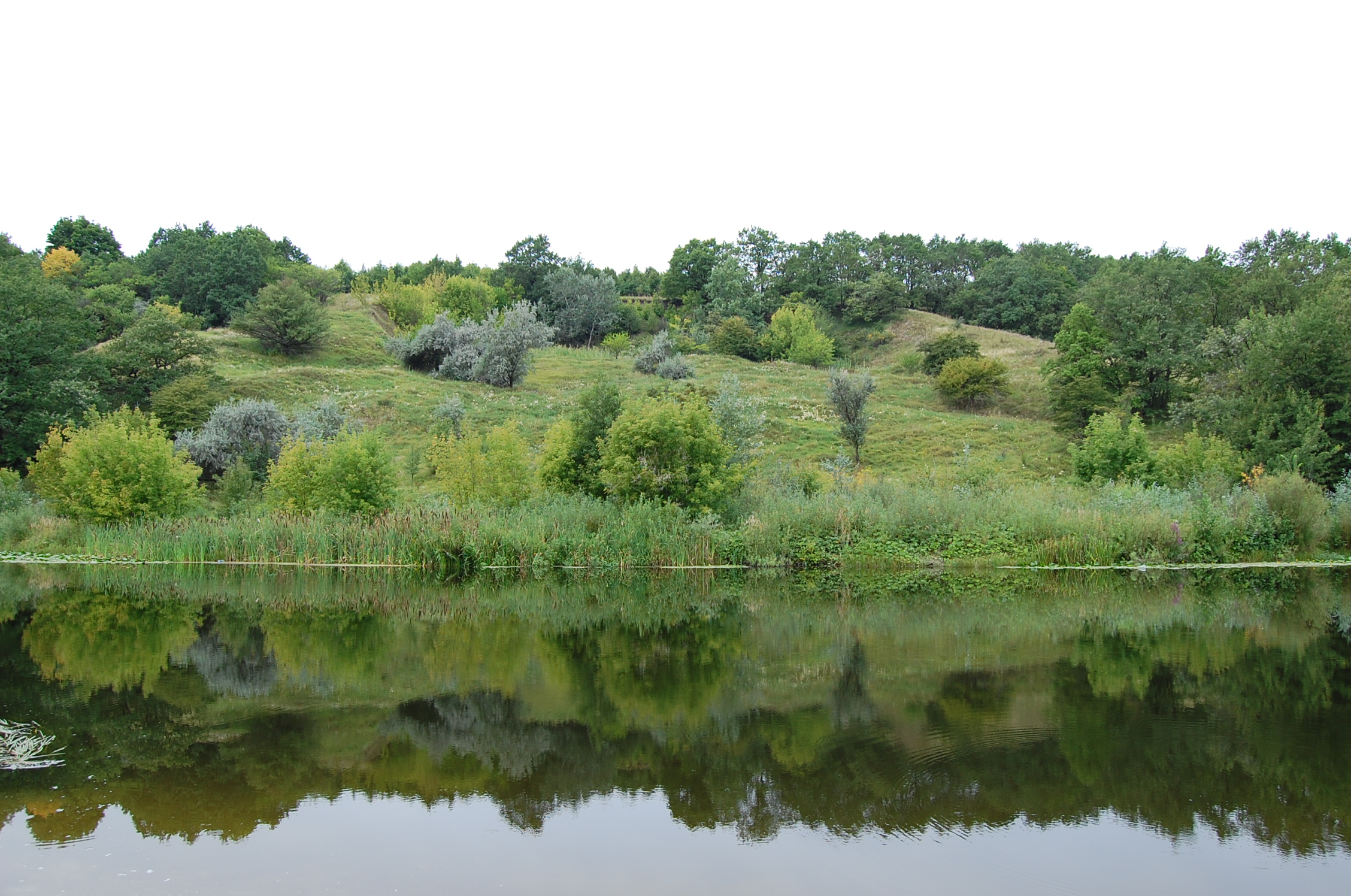
Ландшафтний заказник «Географічний центр Полтавщини»

У 1932–1933 роках внаслідок Голодомору, проведеного радянським урядом, у селі загинуло 14 мешканців. Збереглися свідчення про Голодомор місцевих жителів, серед яких Беркало В. Ф. (1923 р. н.).
З 14 вересня 1941 по 24 вересня 1943 року Герусівка була окупована німецько-фашистськими військами.
Село входило до Білоцерківської сільської ради Великобагачанського району.
13 серпня 2015 року шляхом об'єднання Балакліївської, Білоцерківської, Бірківської та Подільської сільських рад Великобагачанського району була утворена Білоцерківська сільська об'єднана територіальна громада з адміністративним центром у с. Білоцерківка.

## Населення

### Мова
Розподіл населення за рідною мовою за даними перепису 2001 року:
| Мова       | Кількість | Відсоток |
| ---------- | --------- | -------- |
| українська | 87        | 96.67%   |
| російська  | 3         | 3.33%    |
| Усього     | 90        | 100%     |

## Пам'ятки
- Ландшафтний заказник «Географічний центр Полтавщини»